# 圣贝尼托群岛

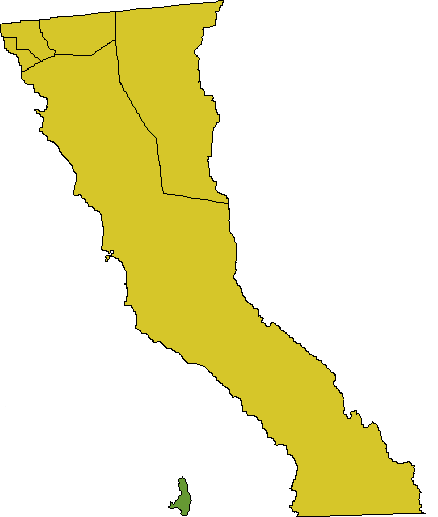
塞德罗斯岛的位置（绿色部分）

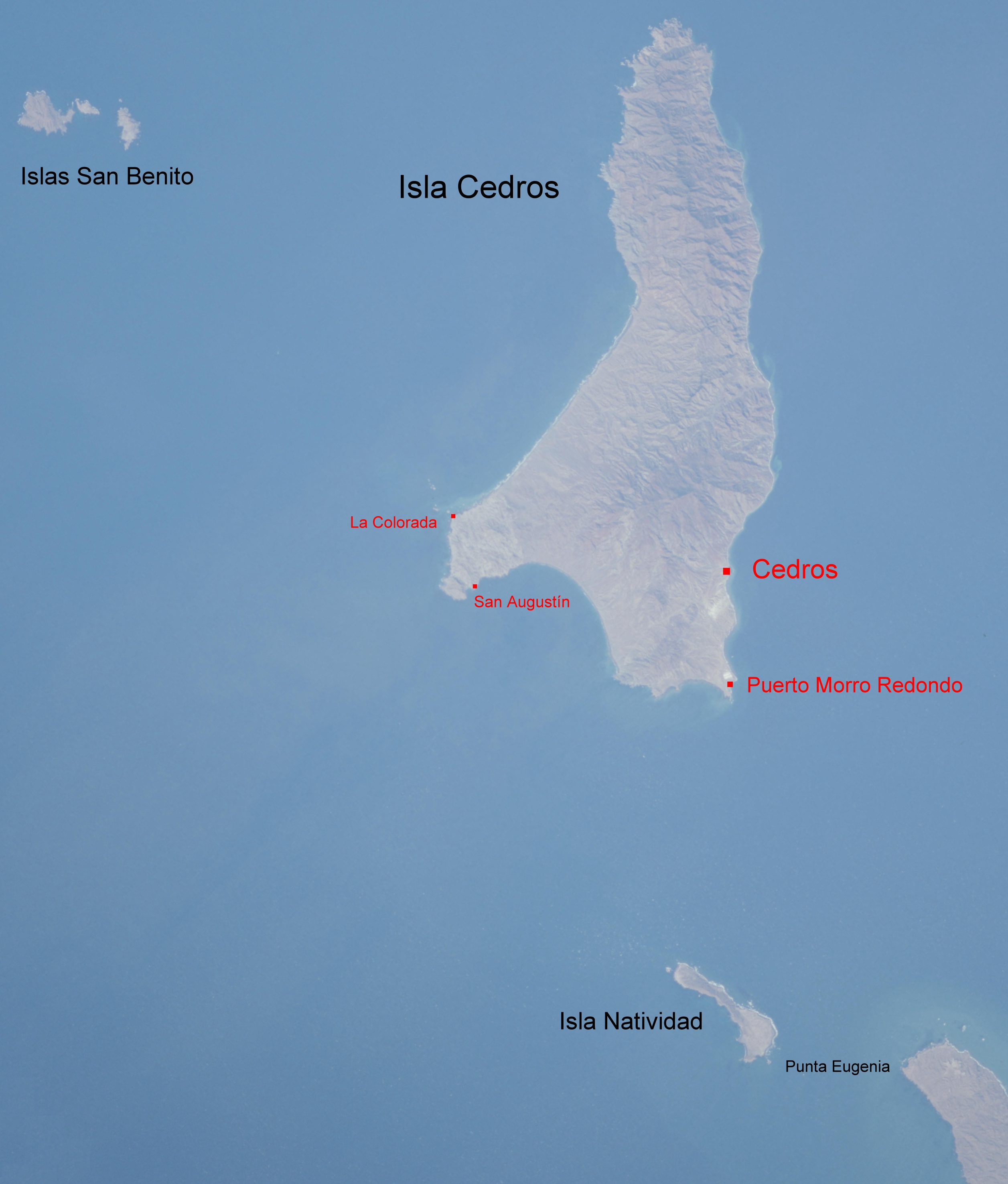
塞德罗斯岛及其附属岛屿的卫星照片，左上角即为圣贝尼托群岛

圣贝尼托群岛群岛位于太平洋东岸，墨西哥下加利福尼亚州西海岸外25公里的塞德罗斯岛西侧，隶属于下加利福尼亚州恩森那达市塞德罗斯岛行政区。
该群岛由三个贫瘠的岛屿组成，总面积3.899平方公里，周围环绕着岩石和海藻区。根据2001年人口普查记录，西贝尼托岛有两名居民，其他岛屿无人居住。

## 地理和生态
西贝尼托岛(Benito del Oeste,2.6平方公里)是该群岛中最西端也是最大的岛屿，中央有一个202米高的高地，岛南部有一座4米高的灯塔，西北边缘有一座17米高的灯塔和一处住所，西面1.6公里处有两个陡峭的岩石。
中贝尼托岛(Benito del Centro,0.4平方公里)坐标28°18′30″N 115°33′54″W / 28.30833°N 115.56500°W。东贝尼托岛(Benito del Este,0.9平方公里)坐标28°18′03″N 115°32′25″W / 28.30083°N 115.54028°W。两岛紧挨西贝尼托岛的东面,被65米宽的深水通道“贝克海峡”(Canal de Peck)隔开。 中贝尼托岛地势低平,东端有一座25米高的小山。东贝尼托岛有四个高达140米的明显高地。
植被主要由低矮的灌木和草本植物组成,还有一些大仙人掌，包括增生圆柱仙人掌和多枝圆柱仙人掌。)。岛上几乎没有陆生动物和本土哺乳动物。由于岛屿贫瘠,鸟类不多,但繁殖期卡辛氏海雀尤为丰富。

### 特有物种
由于圣贝尼托群岛位置较为偏远，在当地进化出了一些特有种，以下是它们的分类：
动物:
- 圣贝尼托侧斑鬣蜥，学名Uta stansburiana stellata
- 圣贝尼托家朱雀（英语：house finch），学名Carpodacus mexicanus mcgregori（已灭绝）

灭绝于20世纪40年代，主要是由于过度捕猎与标本收藏。
- 圣贝尼托麻雀，学名Passerculus rostratus sanctorum（或Passerculus sandwichensis sanctorum）

植物:
- 散开隐花草 Cryptantha patula ——西贝尼托岛
- 线叶石莲 Dudleya linearis ——西贝尼托岛
- 街氏毡菊 Hemizonia streetsii ——西贝尼托岛和东贝尼托岛
- 太平洋木蓝花 Malva pacifica ——所有岛屿
- 新帕默硬柱仙人掌 Mammillaria neopalmeri ——西贝尼托岛和东贝尼托岛
- 圣地埃舍尔茅 Senecio benedictus ——西贝尼托岛